# Клункунг (округ)
Клунку́нг (индон.  Klungkung) — округ в провинции Бали, Индонезия. Административный центр — Семарапура.
Округ славится своими классическими балийскими картинами, на которых в основном изображаются истории из эпосов Махабхарата или Рамаяна. Этот стиль рисования перешёл из классического стиля фресок балийских дворцов, который также можно увидеть во дворце Клункунг в Семарапуре.

## История
До 1908 года на территории округа располагалось княжество Клункунг.

## География
Округ состоит из земель на острове Бали (около 40 % площади округа), острова Нуса-Пенида и двух маленьких островов прибрежных островов — Нуса-Лембонган и Нуса-Ченинган, которые вместе образуют район Нуса-Пенида.

## Административное деление и демография
Округ делится на 4 района:
| Название      | Население, чел. (2010) |
| ------------- | ---------------------- |
| Клункунг      | 55 141                 |
| Банджарангкан | 37 115                 |
| Даван         | 33 177                 |
| Нуса-Пенида   | 45 110                 |

## Достопримечательности
- Музей Семараджая
- Дворец Клункунг